# カー・デザイナー・オブ・ザ・センチュリー
カー・デザイナー・オブ・ザ・センチュリー（Car Designer of the Century）は、20世紀で最も影響力のあったカーデザイナーに与えられる国際的な賞である。選考過程は、Global Automotive Elections Foundationによって監督された。
1999年12月18日にラスベガスで催された選考発表会で、選出されたのはジョルジェット・ジウジアーロであると発表された。

## 選考方法
カー・デザイナー・オブ・ザ・センチュリーの決定は、下記の候補者リストを作成することから始まった。
| 名前                                                            | 代表作品 |
| --------------------------------------------------------------- | --- |
| エリック・ガント（Eric Gantt）                                  | フォード・トーラス, フォード・シエラ |
| ヌッチオ・ベルトーネ                                            | |
| フラミニオ・ベルトーニ                                          | シトロエン・トラクシオン・アバン, シトロエン・DS, シトロエン・2CV, シトロエン・アミ                                                                              |
| ゴードン・ビューリグ                                            | コード・810 |
| ジャン・ブガッティ                                              | ブガッティ・タイプ57SC アトランティーク・クーペ |
| ウェイン・チェリー                                              | |
| ハーリィ・アール                                                | キャデラック・ラサール |
| ヴァージル・エクスナー                                          | クライスラー・300 |
| レオナルド・フィオラヴァンティ                                  | フェラーリ・デイトナ, フェラーリ・BB |
| ピエトロ・フルア                                                | マセラティ |
| トム・ゲイル（Tom Gale）                                        | ダッジ・バイパー |
| マルチェロ・ガンディーニ                                        | ランボルギーニ・ミウラ, ランボルギーニ・カウンタック, フィアット・X1/9, ランチア・ストラトス, シトロエン・BX                                                     |
| ジョルジェット・ジウジアーロ                                    | アウディ・80, アルファロメオ・アルファスッド, フォルクスワーゲン・ゴルフ, フォルクスワーゲン・シロッコ, フィアット・ウーノ, ロータス・エスプリ, ランチア・デルタ |
| パトリック・ルケマン                                            | ルノー・トゥインゴ, ルノー・メガーヌ セニック, |
| レイモンド・ローウィ                                            | ハップモビル, スチュードベーカー・アヴァンティ |
| ジョヴァンニ・ミケロッティ                                      | トライアンフ・ヘラルド, トライアンフ・スピットファイア, トライアンフ・TR4, BMW・700, アルピーヌ・A110, ダフ・55                                                  |
| ビル・ミッチェル                                                | シボレー・コルベット, シボレー・コルヴェア |
| ロベール・オプロン                                              | シトロエン・SM, シトロエン・GS, シトロエン・CX, ルノー・フィエゴ                                                                                                 |
| バッティスタ・ファリーナ                                        | |
| マリオ・レベリ・ディ・ビューモント（Mario Revelli di Beaumont） | シムカ・1000 |
| ブルーノ・サッコ                                                | メルセデス・ベンツ・Sクラス (W126 シリーズ) |
| シクステン・セゾン                                              | サーブ・93, サーブ・99 |
| エルコーレ・スパーダ                                            | アストンマーティン・DB4GTザガート, アルファロメオ TZ, オスカ GT, ランチア・フルヴィア スポルト                                                                   |
| ジャック・テルナック                                            | フォード・マスタング |
| ヤン・ヴィルスガールド                                          | ボルボ･144, ボルボ・850 |

次の過程では、選考委員長モンターギュ侯（Lord Montagu of Beaulieu）の下で33カ国132人の自動車専門ジャーナリストの選考委員がこのリストから5人に絞り込み、1999年11月にこの5人の名が発表された。
最後に選考委員により、この5人に順位が付けられ最終選出者が選ばれた。